# Chesniella
Chesniella là một chi thực vật có hoa trong họ Đậu.